# 나폴리
나폴리(이탈리아어: Napoli, 나폴리어: Napule, 영어: Naples, 문화어: 나뽈리)는 이탈리아 남부에 있는 도시로, 캄파니아주의 주도이다. 이 도시는 이탈리아 통일 전까지는 양시칠리아 왕국의 수도였다. 나폴리 시는 고대 때 네아폴리스(Neapolis)로 불렸으며 "신도시"라는 뜻을 지닌다. 현재 나폴리 인근을 아우르는 도시 밀집 지구는 이탈리아에서 두 번째로 많은 인구 밀집지대이며 유럽에서도 가장 큰 규모 중 하나다. 베수비오 화산과 인근의 소화산 지구 근방에 자리하고 있다.

## 역사
나폴리 시 지구는 기원 전 7~6세기 경에 건설된 것으로 추정된다. 그리스인이 건설했다고는 하지만 엄밀히는 그리스의 식민지 백성이었던 쿠마에인에 의해 전체 도시 유적이 세워진 것으로 보고 있다. 때문에 그리스가 건설한 신도시라는 이름이 생겨났다.
로마 제국의 지배 기간 동안 그리스 어와 관습을 간직한 곳으로 남아있기도 했다. 이후 동고트 왕국, 비잔티움 제국, 노르만족의 시칠리아, 호엔슈타우펜 왕가, 아라곤 왕국, 스페인, 오스트리아, 나폴리-부르봉 왕조의 지배를 받았다. 때문에 오늘날 궁전에서는 수많은 왕가와 왕이 머물었던 기념비적인 유적을 한눈에 볼 수 있다.
1266년 프랑스 왕족이자 첫 프랑스계 시칠리아 왕이었던 앙주의 샤를이 나폴리로 천도를 하였고 시칠리아 왕국 (1282년까지), 나폴리 왕국 (1282년 이후)의 일원으로 나폴리가 급부상하게 되었다. 빈 회의 이후 나폴리는 양시칠리아 왕국의 수도가 되었다. 오랜 동안의 쇠퇴기 이후 100년이 흘러 이탈리아 통일 왕국이 건국되자 나폴리가 다시 번영을 누리게 되었다.
2차 세계대전에서 연합군의 폭격으로 큰 피해를 입었지만 빠르게 복구되었다. 전후 이탈리아의 도시화와 산업화에 발을 맞춰 이주 노동자들로 인구가 크게 증가하고, 알파 로메오등 여러 국영 기업들이 공장을 열어 이탈리아 남부의 산업화에 기여했다.

## 인구
| 연도                                         | 인구      | ±% p.a. |
| -------------------------------------------- | --------- | ------- |
| 800                                          | 50,000    | —       |
| 1000                                         | 30,000    | −0.26%  |
| 1300                                         | 60,000    | +0.23%  |
| 1500                                         | 150,000   | +0.46%  |
| 1600                                         | 275,000   | +0.61%  |
| 1700                                         | 207,000   | −0.28%  |
| 1861                                         | 484,026   | +0.53%  |
| 1871                                         | 489,008   | +0.10%  |
| 1881                                         | 535,206   | +0.91%  |
| 1901                                         | 621,213   | +0.75%  |
| 1911                                         | 751,290   | +1.92%  |
| 1921                                         | 859,629   | +1.36%  |
| 1931                                         | 831,781   | −0.33%  |
| 1936                                         | 865,913   | +0.81%  |
| 1951                                         | 1,010,550 | +1.04%  |
| 1961                                         | 1,182,815 | +1.59%  |
| 1971                                         | 1,226,594 | +0.36%  |
| 1981                                         | 1,212,387 | −0.12%  |
| 1991                                         | 1,067,365 | −1.27%  |
| 2001                                         | 1,004,500 | −0.61%  |
| 2011                                         | 957,811   | −0.47%  |
| 2017                                         | 970,185   | +0.21%  |
| Sources: ISTAT (2001), City of Naples (2011) |           |         |

## 기후
나폴리의 기후는 전형적인 지중해성 기후로서 온난한 겨울과 무덥고 건조한 여름이다. 나폴리 만에서 흘러오는 풍부한 바람과 자연의 축복으로 로마 대에는 황제들이 가장 사랑했던 휴양지 중 하나였다.
| 나폴리 (1971년~2000년)의 기후                     | 나폴리 (1971년~2000년)의 기후 | 나폴리 (1971년~2000년)의 기후 | 나폴리 (1971년~2000년)의 기후 | 나폴리 (1971년~2000년)의 기후 | 나폴리 (1971년~2000년)의 기후 | 나폴리 (1971년~2000년)의 기후 | 나폴리 (1971년~2000년)의 기후 | 나폴리 (1971년~2000년)의 기후 | 나폴리 (1971년~2000년)의 기후 | 나폴리 (1971년~2000년)의 기후 | 나폴리 (1971년~2000년)의 기후 | 나폴리 (1971년~2000년)의 기후 | 나폴리 (1971년~2000년)의 기후 |
| 월                                                | 1월                           | 2월                           | 3월                           | 4월                           | 5월                           | 6월                           | 7월                           | 8월                           | 9월                           | 10월                          | 11월                          | 12월                          | 연간                          |
| ------------------------------------------------- | ----------------------------- | ----------------------------- | ----------------------------- | ----------------------------- | ----------------------------- | ----------------------------- | ----------------------------- | ----------------------------- | ----------------------------- | ----------------------------- | ----------------------------- | ----------------------------- | ----------------------------- |
| 역대 최고 기온 °C (°F)                            | 21.1 (70.0)                   | 22.8 (73.0)                   | 27.8 (82.0)                   | 27.4 (81.3)                   | 34.8 (94.6)                   | 37.4 (99.3)                   | 39.0 (102.2)                  | 40.0 (104.0)                  | 37.2 (99.0)                   | 31.5 (88.7)                   | 26.0 (78.8)                   | 24.4 (75.9)                   | 40.0 (104.0)                  |
| 일평균 최고 기온 °C (°F)                          | 13.0 (55.4)                   | 13.1 (55.6)                   | 15.6 (60.1)                   | 17.4 (63.3)                   | 23.0 (73.4)                   | 26.5 (79.7)                   | 29.8 (85.6)                   | 30.8 (87.4)                   | 26.8 (80.2)                   | 22.7 (72.9)                   | 17.3 (63.1)                   | 14.3 (57.7)                   | 20.9 (69.6)                   |
| 일일 평균 기온 °C (°F)                            | 8.7 (47.7)                    | 8.8 (47.8)                    | 11.0 (51.8)                   | 12.9 (55.2)                   | 17.8 (64.0)                   | 21.3 (70.3)                   | 24.3 (75.7)                   | 24.9 (76.8)                   | 21.4 (70.5)                   | 17.1 (62.8)                   | 12.5 (54.5)                   | 9.9 (49.8)                    | 15.9 (60.6)                   |
| 일평균 최저 기온 °C (°F)                          | 4.4 (39.9)                    | 4.5 (40.1)                    | 6.3 (43.3)                    | 8.4 (47.1)                    | 12.6 (54.7)                   | 16.2 (61.2)                   | 18.8 (65.8)                   | 19.1 (66.4)                   | 16.0 (60.8)                   | 12.1 (53.8)                   | 7.8 (46.0)                    | 5.6 (42.1)                    | 11.0 (51.8)                   |
| 역대 최저 기온 °C (°F)                            | −5.6 (21.9)                   | −3.8 (25.2)                   | −3.6 (25.5)                   | 0.8 (33.4)                    | 5.0 (41.0)                    | 9.0 (48.2)                    | 11.2 (52.2)                   | 11.4 (52.5)                   | 5.6 (42.1)                    | 2.6 (36.7)                    | −3.4 (25.9)                   | −4.6 (23.7)                   | −5.6 (21.9)                   |
| 평균 강수량 mm (인치)                             | 92.1 (3.63)                   | 95.3 (3.75)                   | 77.9 (3.07)                   | 98.6 (3.88)                   | 59.0 (2.32)                   | 32.8 (1.29)                   | 28.5 (1.12)                   | 35.5 (1.40)                   | 88.9 (3.50)                   | 135.5 (5.33)                  | 152.1 (5.99)                  | 112.0 (4.41)                  | 1,008.2 (39.69)               |
| 평균 강수일수 (≥ 1.0 mm)                          | 9.3                           | 9.1                           | 8.6                           | 9.3                           | 6.1                           | 3.3                           | 2.4                           | 3.7                           | 6.1                           | 8.5                           | 10.2                          | 9.9                           | 86.5                          |
| 평균 상대 습도 (%)                                | 75                            | 73                            | 71                            | 70                            | 70                            | 72                            | 70                            | 69                            | 73                            | 74                            | 76                            | 75                            | 72                            |
| 평균 월간 일조시간                                | 114.7                         | 127.6                         | 158.1                         | 189.0                         | 244.9                         | 279.0                         | 313.1                         | 294.5                         | 234.0                         | 189.1                         | 126.0                         | 105.4                         | 2,375.4                       |
| 출처 1: 이탈리아 기상국                           |                               |                               |                               |                               |                               |                               |                               |                               |                               |                               |                               |                               |                               |
| 출처 2: 미국 해양대기청 (상대습도: 1961년~1990년) |                               |                               |                               |                               |                               |                               |                               |                               |                               |                               |                               |                               |                               |

## 경제
나폴리 주의 주도인 나폴리는 상대적으로 이탈리아 전체에 비해 경제 구조가 취약하다. 전체 103개 도 중 94위에 머물고 있을 정도다. 사실 이러한 통계는 공식적인 통계이기는 하지만 암시장 거래나 관광업에서 누리는 부가가치가 누락된 경우도 있어 아주 정확하다고 보기는 어렵다.
나폴리는 북부에 비해 경제적으로 낙후된 이탈리아 남부에서 비교적 산업이 발달한 곳이다. 전후 이탈리아의 고도 성장기에 국영기업을 중심으로 산업화가 이루어졌다. 후에 피아트에 매각된 알파 로메오의 공장처럼 성공적인 경우도 있었지만 낮은 효율성이라는 고질적인 문제점 때문에 문을 닫은 제철소 같은 경우도 있었다.
실직률은 20~30 %에 달하며 물론 공식적으로 통계치에 잡히지 않는 산업/직종에 종사하는 사람이 타지역에 비해 상대적으로 많기 때문이다.
산업별 종사자 비율
- 공공서비스 및 행정: 30.7 %
- 생산: 18 %
- 상업: 14 %
- 건설업: 9.5 %
- 교통: 8.2 %
- 경제관련 및 은행, 부동산업: 7.4 %
- 농업: 5.1 %
- 호텔업: 3.7 %
- 기타: 3.4 %

## 교통

### 항구와 공항
나폴리는 관광의 천국인 만큼 관련 기업이 즐비하다. 5,200명 이상이 관련업에 종사하며 기업만도 370여 개를 상회한다. 각각의 창출 이익은 5억 1600만 유로에 달한다. 선박 수리와 컨테이너 수송과 적재, 선박 중개업, 관광업, 관련보험업이 이에 포함된다.
2001년 천오백만 톤 이상의 상품이 수출입되었으며 23만 여개 이상의 컨테이너가 운반되었다. 대개는 광물이나 곡류, 셀룰로스, 목재, 시멘트 등이 차지한다. 관광객만도 8백만 명에 달한다는 관광국의 통계가 있다.(2001) 지중해의 주력 무역항으로 급부상 하고 있다. 국제 유람선은 2000년도에만 14.3 % 방문이 늘었을 정도다.

### 철도
나폴리 철도 교통의 중심지는 구시가지 동쪽끝에 있는 중앙역이다. 로마를 비롯한 이탈리아 주요 도시들과 고속철도로 연결된다. 중앙역 인근의 가라발디역은 사철의 중심지이다.

### 도시철도
2개 노선, 22개 역이 있는 나폴리 지하철이 있다. 이외에도 푸니쿨라와 사찰, 국철, 트램등이 있다. 사찰에는 폼페이를 포함한 서부 교외지역을 연결하는 치르쿰베수비아나가 대표적이다.

## 스포츠
나폴리를 연고로 하는 축구팀인 SSC 나폴리의 연고지이다. SSC 나폴리는 디에고 마라도나의 활약에 힘입은 1987년, 1990년과 김민재 선수가 활약한 2023년 이탈리아 프로축구 1부리그 세리에 A에서 우승하였다. 홈구장은 스타디오 산 파올로이다.

## 문화

### 요리
나폴리의 요리는 지역적 재료와 특성이 다분히 살아 있는 음식이다. 수세기간 나폴리를 지배한 스페인의 영향을 받았는데 올리브를 사용하는 것이 그 예다. 대표적인 요리로는 피자와 스파게티, 스폴랴뗄레, 토르타노, 모자렐라 치즈, 파스티에라, 바바 등이 있다.
나폴리는 피자의 본고장이다. 나폴리 피자를 대표하는 두 종류가 있다. 토마토와 마늘, 엑스트라버진 올리브유와 바질 등을 토핑으로 얹는 마리나라 피자와 마르게리타 피자(토마토, 바질, 모자렐라 치즈 등)가 있다. 마르게리타 피자는 1889년 나폴리를 방문했던 마르게리타 왕비(Queen Margherita)의 이름을 딴 것이다. 2차 세계대전 당시 나폴리에 주둔한 미군들을 통해 피자가 전세계적으로 퍼지기 시작했다.

### 음악
나폴리의 가장 큰 극장인 산카를로 극장은 1737년 준공되어 유럽에서 가장 오랫동안 운영중인 극장으로, 세계에서 가장 저명한 오페라 극장 중 하나이다.
나폴리의 민요는 칸초네 나폴리아타네(canzone napoletane)로 불린다. 주로 만돌린과 플루트와 함께 연주되고, 나폴리 사투리로 부른다. 나폴리인들의 이민과 함께 세계적으로 유명해졌다. 매년 나폴리 가요제가 열린다.

### 건축
나폴리 역사 지구는 유네스코 세계 문화 유산에 지정되어 있다. 고대 그리스에서 현대에 이르기까지 유럽과 지중해의 여러 문화들이 도시 계획과 역사적인 건물, 공원, 도시 생활, 경관에 흔적을 남겼다. 예를 들어 콰르티에리 스파뇰리(Quartieri Spagnoli)는 고대 그리스식 격자무늬 도로망에 16세기 건물들이 들어선 곳이다.
첸트로 디레치오날레(Centro direzionale)는 중앙역 인근에 있는 1 km2 크기의 신시가지이다. 단게 겐조의 설계를 바탕으로 1982년부터 개발되, 이탈리아 남부에서 가장 높은 마천루들과 고층 아파트, 호텔, 쇼핑몰등이 들어서 있다. 지상은 보행자 전용이고, 주차장과 차도는 지하에 있다.

### 박물관
가장 대표적인 박물관에는 나폴리 국립 고고학 박물관이 있다.

## 자매 도시
| - 가프사 - 시게투마르마치에이 - 컬러라시 - 부다페스트 - 크라구예바츠 - 팔마데마요르카 | - 아테네 - 산티아고데쿠바 - 산티아고데쿠바현 - 노지베섬 - 나블루스 |

### 협력 도시
| - 아카풀코 - 가고시마 - 바쿠 - 트리폴리 | - 콜카타 - 이즈미르 - 사라예보 (1964년 이후부터) - 정저우 |

## 같이 보기
- 나폴리탄 마스티프